# Kommittén för utrikes- och säkerhetspolitik
Kommittén för utrikes- och säkerhetspolitik (Kusp) är en kommitté inom Europeiska unionens råd som fyller flera viktiga funktioner inom den gemensamma utrikes- och säkerhetspolitiken. Kommittén ansvarar för att övervaka den internationella situationen med hänsyn till den gemensamma utrikes- och säkerhetspolitiken och kan få i uppdrag att utöva politisk kontroll och strategisk ledning vid krishanteringsinsatser. Kommittén består av ambassadörer från medlemsstaterna samt en ordförande som företräder den höga representanten för utrikes frågor och säkerhetspolitik. Den inrättades av rådet den 9 april 2001, och ersatte då en interimistisk kommitté som hade inrättats den 1 mars 2000.

## Sammansättning och funktionssätt
Kommittén för utrikes- och säkerhetspolitik består av en ambassadör från varje medlemsstats ständiga representation vid Europeiska unionen. Ambassadörerna sammanträder i regel två gånger per vecka i Bryssel, Belgien. Kommittén leds av en ordförande som utses av och företräder den höga representanten för utrikes frågor och säkerhetspolitik. Olof Skoog utsågs till ordförande den 16 november 2010. Innan dess leddes kommittén av den ambassadör som företrädde ordförandelandet. Skoog efterträddes av Walter Stevens den 1 september 2013. Sedan den 3 september 2018 är Sofie From-Emmesberger ordförande.
I likhet med övriga delar av den gemensamma utrikes- och säkerhetspolitiken krävs enhällighet bland ambassadörerna för att kommittén ska kunna fatta ett beslut.

## Funktioner och befogenheter
Ambassadörerna i kommittén diskuterar bland annat hur unionen ska förhålla sig till olika kriser och andra händelser i omvärlden och hur unionen ska agera på det utrikespolitiska området. Kommittén förbereder underlag till rådet för utrikes frågor, bland annat för att utarbeta den gemensamma utrikes- och säkerhetspolitiken. Ärendena i kommittén bereds vanligtvis av rådets regionala arbetsgrupper eller av militärkommittén eller civilkommittén. Kommittén är också ett forum för dialog mellan medlemsstaternas företrädare i frågor som rör den gemensamma säkerhets- och försvarspolitiken, samt i vissa frågor med Natos medlemsstater. Kommitténs ärenden överlämnas till Ständiga representanternas kommitté innan de tas upp på ministernivå i rådet.